# 農産物
農産物（のうさんぶつ）とは、農業による生産物のことである。したがって正確には畜産物を含むが、このことを強調して農畜産物と言い換えられる場合がある。なお、栽培の客体としての文脈では、通常農作物という語が用いられるが、この場合は畜産物を含まない。

## おもな農産物
- 穀物
  - 米 - コムギ - トウモロコシ
- 野菜
  - ニンジン - キュウリ - ダイコン - カボチャ - ナス - トマト - キャベツ - ジャガイモ - ハクサイ - シュンギク - コマツナ - ピーマン - ネギ - タマネギ - レタス - ショウガ - ニンニク - キノコ類（シイタケなど） - タケノコ
- 果物
  - カキ - ナシ - ミカン - ブドウ - リンゴ - モモ - イチゴ（野菜にも扱われる）- スイカ（野菜にも扱われる）- メロン（野菜にも扱われる）
- 花
  - キク - チューリップ - バラ
- その他（豆類など）
  - ダイズ -  ゴマ - ラッカセイ - ワサビ
- 畜産物
  - 牛肉 - 鶏肉 - 豚肉 - 鶏卵 - 牛乳